# 단어 결합자

단어 결합자(WJ: word joiner)는 유니코드의 제어 문자의 하나이다.
한국어와 달리 중국어 등 띄어쓰기를 하지 않는 언어에서는 문장 도중 임의의 위치에서 줄바꿈이 이뤄지는데, 단어의 중간과 같이 줄바꿈을 원하지 않는 곳이 있다면 그곳에 단어 결합자를 넣어서 줄바꿈을 막을 수 있다.
이 코드는 유니코드 버전 3.2(2002년 발행)에서 U+2060  word joiner (HTML: &#8288;)로 정의되어 있다. 그 이전부터 유니코드에는 같은 움직임을 하는 폭과 줄 바꿈 없는 공백(ZWNBSP: zero width no-break space)이 있었으나, 그 코드 포인트 U+FEFF는 파일 선두의 바이트 순서 표식으로도 사용된다. 이 모호함을 피하기 위해서 폭과 줄 바꿈 없는 공백과 완전히 같은 의미와 사용법을 가지는 단어 결합자가 유니코드 3.2으로 추가되며, “단어 결합의 의미에서는 새로운 문자만을 사용하는 것을 강하게 권장한다”고 하고 있다.

## 같이 보기
- 공백 문자
- 줄 바꿈 없는 공백
- 폭 없는 공백